# スチレンオキシド
スチレンオキシド (Styrene oxide) は、スチレンのエポキシ誘導体である。プリリツェフ反応 によって、過安息香酸でスチレンをエポキシ化することにより調製される
。
スチレンオキシドは、わずかに水に溶ける。微量の酸を含む水中で、アリールカチオンを介してラセミフェニルエチレングリコールへの加水分解を引き起こす。水の量が十分でない場合、酸触媒異性化でフェニルアセトアルデヒドが生成する。 
スチレンオキシドは、体内でフェニルグリオキシル酸、安息香酸、馬尿酸へ代謝される。
スチレンオキシドの水素化でフェネチルアルコールが得られる
。

## 立体特異性反応
スチレンオキシドはベンジル炭素原子にキラル中心を持っているので、(R)-スチレンオキシドと (S)-スチレンオキシドがある。 光学的に純粋な試薬を使用すると、光学的に純粋な化合物が1つだけ得られる。

## 毒物学
スチレンオキシドは、シトクロムP450による酸化から生じる、ヒトまたは動物におけるスチレンの主な代謝物である。マウスやラットにかなりの量を強制摂取させることで発がん性がある可能性があると考えられている。スチレンオキシドはその後、エポキシド加水分解酵素によって in vivo でスチレングリコールに加水分解される。
スチレンオキシドはキラル中心を持っているので、2つのエナンチオマーがある。2つのエナンチオマーは異なるトキシコキネティクスと毒性を持っていることが報告されている。(R)-スチレンオキシドはマウス、特に肺で優先的に形成されたが、(S)-スチレンオキシドはラットで優先的に生成されたことが報告された。人間のボランティアによる実験では、スチレングリコールとマンデル酸の (S)-エナンチオマーの累積排泄は、スチレンへの曝露後の R型よりも高かった。ヒト肝臓ミクロソームでは、シトクロムP450を介したスチレンの酸化により、(R)-エナンチオマーと比較してより多くの (S)-エナンチオマーが生成されることが示された。(S)-スチレンオキシドは、ヒト肝臓ミクロソームにおいて (R)-エナンチオマーよりも優先的に加水分解されることもわかった。 動物実験では、スチレンオキシドの (R)-エナンチオマーはマウスにおける (S)-エナンチオマーよりも毒性が高いことが示されている。